# Клан Сопрано (эпизод)
«Клан Сопрано» (англ. «The Sopranos»; также известный как «Пилот») — пилотный эпизод драматического телесериала канала HBO «Клан Сопрано», премьера которого состоялась 10 января 1999 года. Сценаристом и режиссёром эпизода стал создатель сериала исполнительный продюсер Дэвид Чейз.

## Сюжет
Мафиози Тони Сопрано из криминальной семьи ДиМео, живущий в Нью-Джерси, теряет сознание во время одной из встреч. Врачи диагностируют у него паническую атаку, после чего он обращается к психиатру Дженнифер Мелфи. Поначалу он с недоверием относится к терапии, но постепенно начинает делиться своими переживаниями о работе и семейной жизни.
Тони сталкивается с проблемами, связанными с его матерью Ливией, которая отказывается переезжать в дом престарелых. Позднее во время визита в учреждение Грин Гроув мать Тони провоцирует у него вторую паническую атаку. Тем временем его дядя Джуниор недоволен тем, что Тони вмешивается в его дела, и рассматривает возможность его устранения.
Кристофер Молтисанти, молодой член семьи, убивает наследника конкурирующей компании по утилизации отходов, что усиливает позиции бизнеса Сопрано. В другом эпизоде Тони прибегает к махинациям с азартным игроком Махэффи, заставляя его совершить фиктивные сделки для выплаты долгов.
На праздновании дня рождения сына Тони его друг Арти Букко страдает из-за потери ресторана, сожжённого по приказу Тони, чтобы избежать конфликта с дядей Джуниором. Кристофер, не получивший должного признания за устранение конкурента, выражает недовольство.

## Производство
"Это не были четыре красивых женщин на Манхэттене. Это была кучка толстых парней из Джерси. Это был невероятный прыжок веры."
Подготовка к съёмкам пилота началась летом 1997 года, и эпизод был завершён в октябре того же года. Несмотря на положительные отзывы со стороны съёмочной группы и близких Чейза, он опасался, что HBO не утвердит проект. В декабре 1997 года, всего за два часа до истечения срока альтернативного контракта Чейза, канал заказал полный сезон. Чейз почувствовал облегчение, как будто «выпустили из тюрьмы.»
«Клан Сопрано» является первым из двух эпизодов, снятых создателем сериала Дэвидом Чейзом. Второй является финалом сериала «Сделано в Америке» - но этот эпизод назван «Клан Сопрано» на DVD, Blu-ray и повторах на A&E, он назван «Пилот».
Во время годового перерыва между пилотом и началом съёмок остальных 12 эпизодов сезона, Джеймс Гандольфини набрал 60 фунтов для роли Тони и перенёс голосовой коучинг. Сиберия Федерико и Майкл Санторо играют Ирину, любовницу Тони, и отца Фила, духовного наставника Кармелы Сопрано, соответственно. В будущих эпизодах, эти роли были исполнены Оксаной Лада и Полом Шульцем. Дреа де Маттео изначально должна была исполнить роль хозяйки ресторана только для этого эпизода. Создателям сериала понравилась её игра, и персонаж был разработан для роли подружки Кристофера Молтисанти Адрианы Ла Сёрвы в будущих эпизодах.

## Локации
Некоторые сцены снимались в реальных заведениях Нью-Джерси, таких как мясная лавка Сентанни в городе Элизабет. Однако из-за недовольства владельцев постоянными съёмками HBO приобрело заброшенное здание в Карни, Нью-Джерси, которое позже использовалось в качестве съёмочной площадки для лавки Сатриале.

## Культурные отсылки
- Озвучивая своё недовольство доктору Мелфи по поводу текущей тенденции людей публично обсуждать свои личные проблемы, Тони упоминает «Шоу Салли Джесси Рафаэль».[6]
- Кармела и отец Фил смотрят фильм «Поле его мечты», пока не узнают, что Медоу нарушила комендантский час.
- Во время экскурсии по Грин Гроув, из телевизора можно услышать «Досье детектива Рокфорда». Дэвид Чейз много лет был сценаристом и продюсером этого сериала.
- Кристофер представлен за рулём Lexus LS 400, который был автомобилем-флагманом, и рассматривается как типичный продукт 1990-х годов.
- При избавлении тела Колара, Кристофер говорит «Биг Пусси»: «Луи Брази спит с рыбами». Пусси поправляет его: «Лука Брази». Персонаж Брази, а также знаменитая фраза, описывающая его смерть как «спит с рыбами», из фильма «Крёстный отец». К фильму появляется много ссылок и воздаются почести во время всего показа сериала «Клан Сопрано».[7]
- Когда Тони хватает Кристофера после того, как он рассматривал вопрос о продаже истории его жизни в байопик, он упоминает гангстера Генри Хилла, чья жизнь была задокументирована в книге «Умник» и впоследствии адаптированном фильме «Славные парни».

## Музыка
- Самая первая песня, которая играет на заднем плане, когда Тони получает газету — «Welcome (Back)» группы Land of the Loops. Эта песня играет снова в «Легенде о Теннесси Молтисанти».
- Музыка, играющая на заднем плане, пока Тони в бассейне с утками — «Who Can You Trust?» группы Morcheeba.
- Песня, играющая на кухне во время сцены завтрака, пока Тони играет с утками — «Shame Shame Shame» группы Shirley & Company.
- Песня, играющая на кухне во время сцены завтрака, когда Тони и Кармела разговаривают — «I’m So Happy I Can’t Stop Crying» Стинга.
- Песня, играющая в машине, когда впервые появляется Кристофер — «The Other Side of This Life» Фреда Нила, в исполнении Jefferson Airplane.
- Песня, играющая, когда Кристофер и Тони преследуют должника Тони — «I Wondrer Why» группы Dion and the Belmonts. В видео-комментарии на DVD-релизе, Дэвид Чейз заявляет о своём сожалении по поводу выбора этой песни для сцены.
- Песня, играющая в сцене возле кафе — «Rumble» Линка Рэя и His Ray Men.
- Песня, играющая, когда Тони и Кристофер едут в Vesuvio и когда они встречают дядю Джуниора и Арти Букко — «Can’t Be Still» группы Booker T. & the M.G.'s.
- Песня, играющая в магнитофоне, который Тони купил Ливии — «Who’s Sorry Now?» Конни Фрэнсис.
- Песня, играющая во время первого приступа Тони — «Chi bel sogno di Doretta» из «La rondine», в исполнении Джакомо Пуччини. Эта песня также играет в конце эпизода «Неоднородная по краям».
- Песня, играющая во время сцены, где Кристофер убивает Эмила Колара — «I’m a Man» Бо Диддли.
- Песня, играющая в Bada Bing, когда Тони и Кристофер встречаются с Хешем — «Fired Up!» группы Funky Green Dogs.
- Песня, играющая в комнате Медоу, когда она сообщает Кармеле, что она не идёт в Отель Плаза Нью-Йорк — «Lumina» Джоан Осборн.
- Песня, играющая по радио в машине Дика, когда он сообщает Тони и Поли о братьях Коларах, снимающих их ставку — «Little Star» группы The Elegants.
- Песня, играющая, когда Тони с Ириной, своей любовницей, и в ресторане, где он натыкается на доктора Мелфи, которая также на свидании в одном и том же ресторане, где у Тони свидание с Кармелой — «Tardes de Bolonha» группы Madredeus.
- Песня, играющая во время барбекю в конце — «No More I Love You’s» Энни Леннокс.
- Песня, играющая во время финальных титров — «The Beast in Me» Ника Лоу.

## Награды
Дэвид Чейз выиграл премию Гильдии режиссёров США за лучшую режиссуру драматического сериала за свою работу над этим эпизодом и премию «Эмми» для Джоанны Каппучилли за лучший монтаж драматического сериала.
Эпизод также был номинирован премию «Эмми» за лучшую режиссуру драматического сериала и лучший сценарий драматического сериала.